# برهنه نشسته (۱۹۱۶)
برهنه نشسته (به انگلیسی: Seated Nude) یک نقاشی رنگ روغن اثر آمادئو مودیلیانی است. این نقاشی در حدود سال ۱۹۱۶ کشیده شده است و امروزه در گالری کورتولد نگهداری می‌شود. مدل این نقاشی، معشوقه مودیلیانی، امیلی آلیس هیگ است.